# Skrzynki (gmina)
Skrzynki (1953–54 i od 1982 Kraszewice) – dawna gmina wiejska istniejąca do 1953 roku w woj. łódzkim. Nazwa gminy pochodzi od wsi Skrzynki, lecz siedzibą gminy były Kraszewice (obecnie w woj. wielkopolskim).
W okresie międzywojennym gmina Skrzynki należała do powiatu wieluńskiego w woj. łódzkim. Po wojnie gmina zachowała przynależność administracyjną. Według stanu z dnia 1 lipca 1952 roku gmina składała się z 6 gromad: Dębicze, Kraszewice A, Kraszewice B, Palaty, Skrzynki i Spóle.
21 września 1953 roku jednostka o nazwie gmina Skrzynki została zniesiona przez przemianowanie na gminę Kraszewice.